# Amtsgericht Greifswald

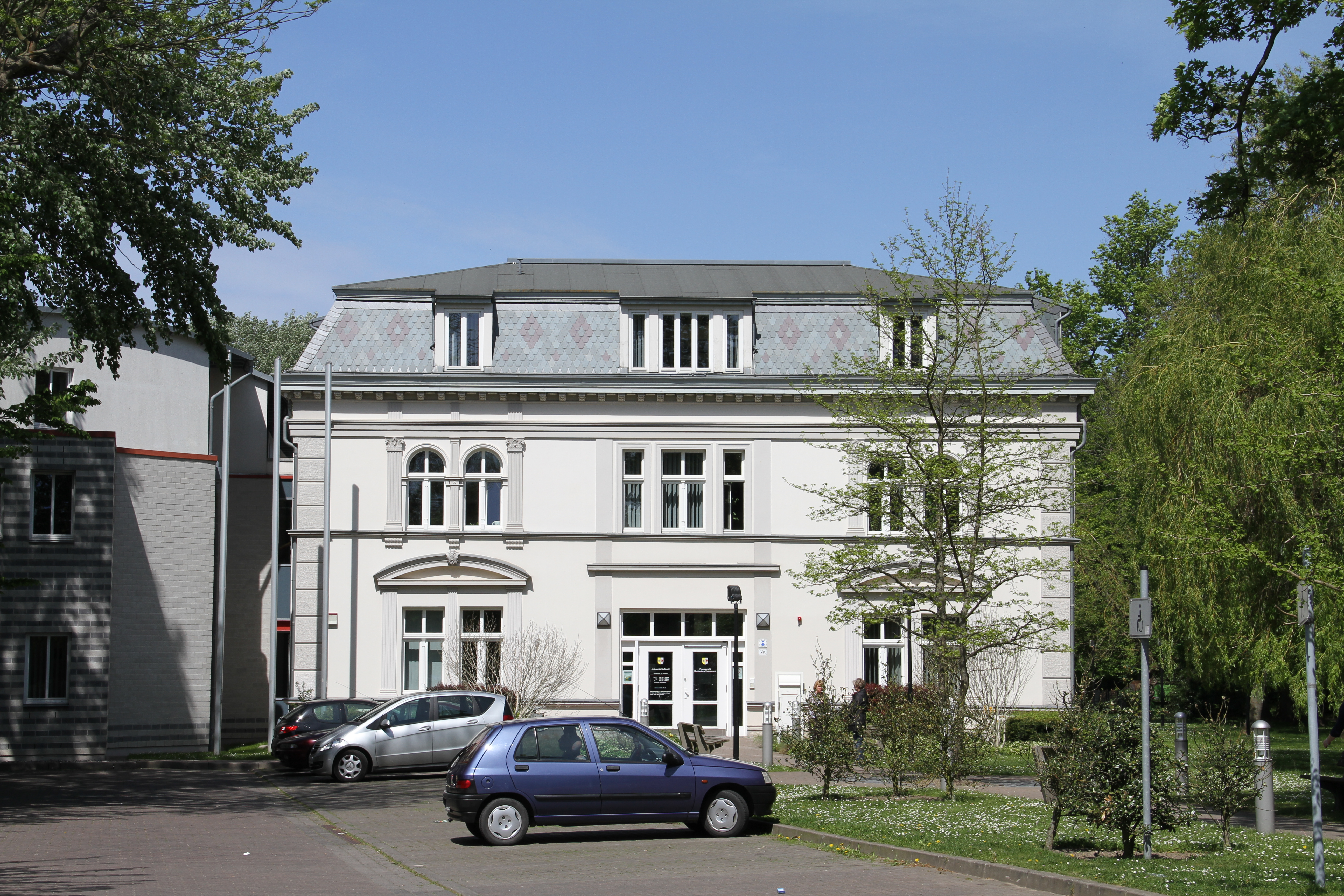
Amtsgericht Greifswald (2012)

Das Amtsgericht Greifswald ist ein Gericht der ordentlichen Gerichtsbarkeit des Landes Mecklenburg-Vorpommern im Bezirk des Landgerichts Stralsund (LG Stralsund).

## Gerichtssitz und -bezirk

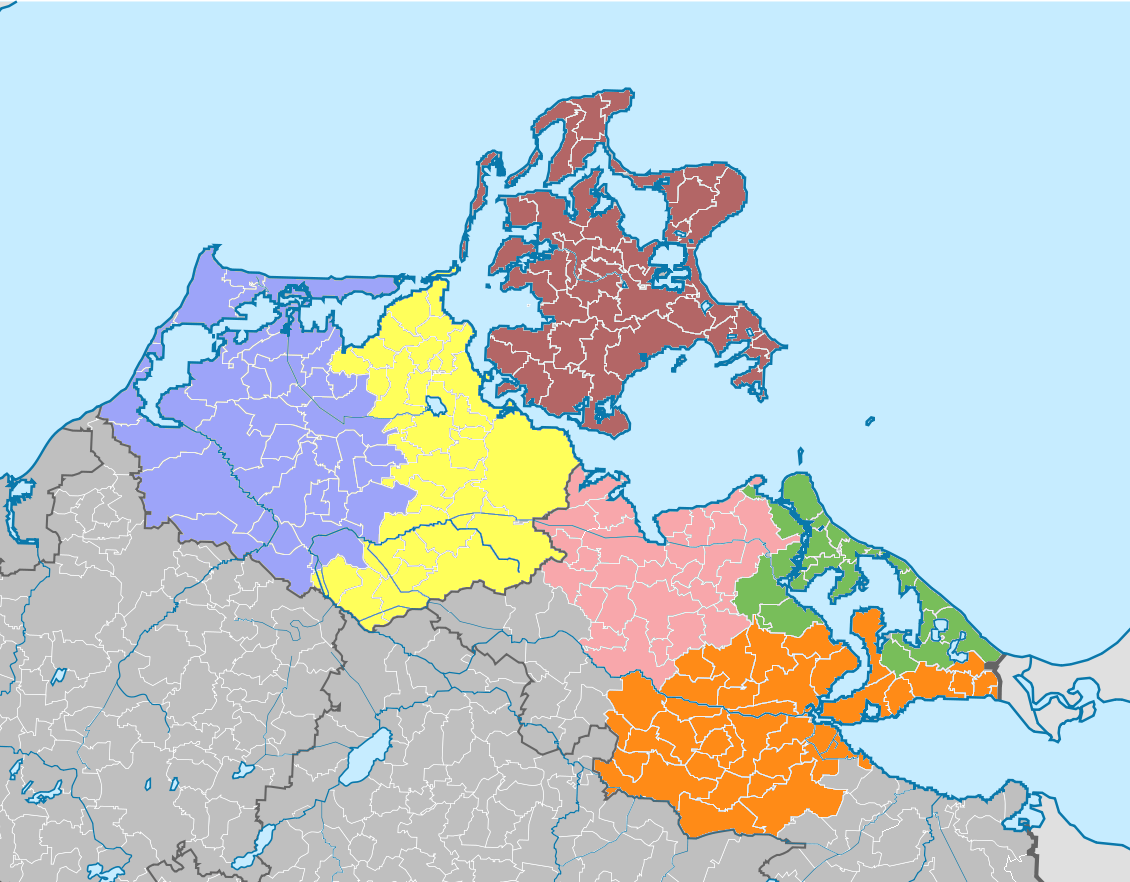
Gerichtsbezirke der dem LG Stralsund nachgeordneten Amtsgerichte (AG) bis zum 5. Oktober 2014
AG Ribnitz-Damgarten
AG Stralsund
AG Bergen auf Rügen
AG Greifswald
AG Anklam
AG Wolgast

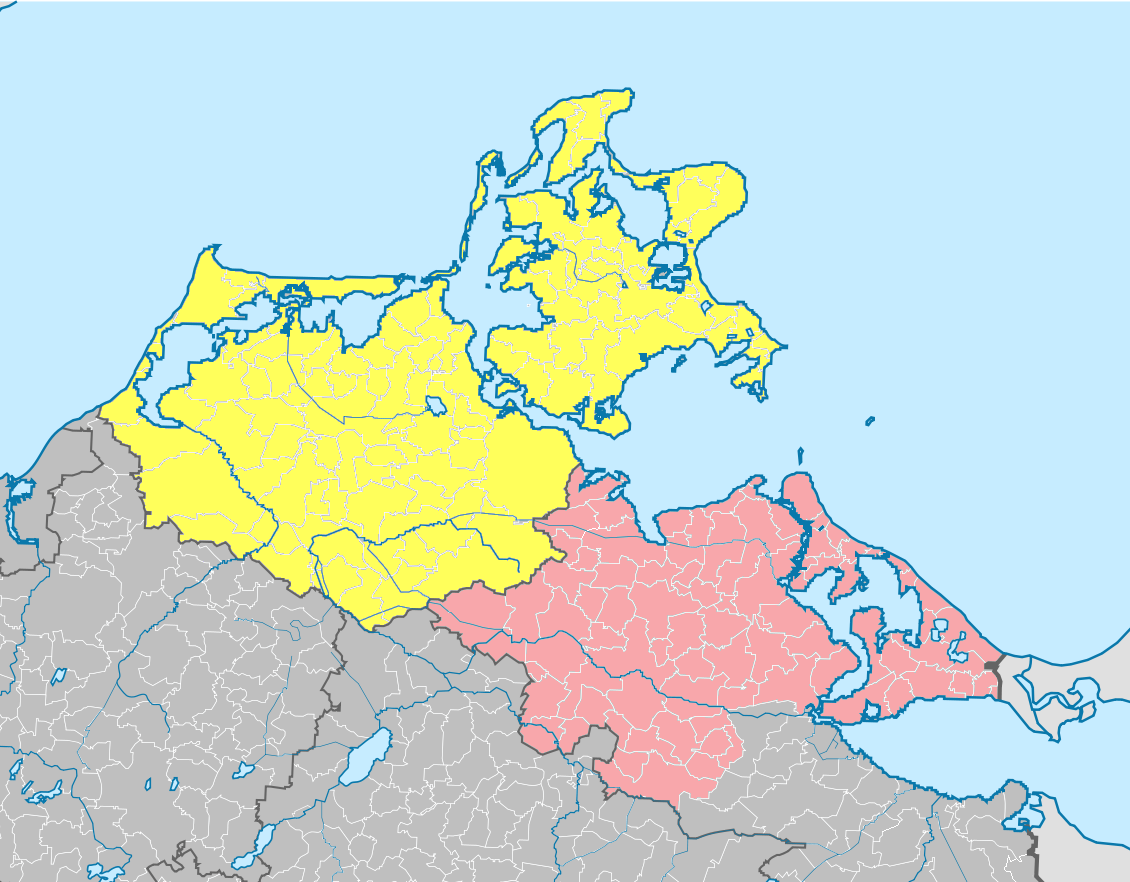
Gerichtsbezirke der dem LG Stralsund nachgeordneten Amtsgerichte ab dem 27. Februar 2017
AG Stralsund
AG Greifswald

Das Amtsgericht Greifswald wurde anstelle des seit 1849 in Greifswald bestehenden Kreisgerichtes durch Königliche Verordnung vom 26. Juli 1878 errichtet, die am 1. Oktober 1879 mit den übrigen Reichsjustizgesetzen in Kraft trat. Es besteht seither ununterbrochen. Der Gerichtsbezirk umfasste ursprünglich das Gebiet des damaligen Kreises Greifswald mit Ausnahme einiger dem Amtsgericht Wolgast zugeordneten Ortschaften.
Sitz des Gerichtes ist die Universitäts- und Hansestadt Greifswald.
Vor Inkrafttreten der Gerichtsstrukturreform am 6. Oktober 2014 umfasste der Gerichtsbezirk das Gebiet der folgenden Städte und Gemeinden.
- Bandelin
- Behrenhoff
- Brünzow
- Dargelin
- Dersekow
- Diedrichshagen
- Greifswald
- Gribow
- Groß Kiesow
- Gützkow
- Hanshagen
- Hinrichshagen
- Karlsburg
- Katzow
- Kemnitz
- Levenhagen
- Loissin
- Lubmin
- Lühmannsdorf
- Mesekenhagen
- Neu Boltenhagen
- Neuenkirchen
- Rubenow
- Wackerow
- Weitenhagen
- Wrangelsburg
- Wusterhusen
- Züssow

In den Bezirk des Amtsgerichtes Greifswald eingegliedert wurden die folgenden zuvor zum Bezirk des Amtsgerichtes Anklam gehörenden Städte und Gemeinden.
- Blesewitz
- Buggenhagen
- Butzow
- Dargen
- Garz
- Groß Polzin
- Iven
- Kamminke
- Klein Bünzow
- Korswandt
- Krien
- Krusenfelde
- Lassan
- Medow
- Murchin
- Neetzow-Liepen
- Neuenkirchen
- Postlow
- Rankwitz
- Rubkow
- Schmatzin
- Spantekow
- Stolpe
- Stolpe auf Usedom
- Usedom
- Ziethen
- Zirchow

Des Weiteren wurden die folgenden Städte und Gemeinden aus dem Bezirk des Amtsgerichtes Demmin in den Bezirk des Amtsgerichtes Greifswald verschoben.
- Alt Tellin
- Bentzin
- Daberkow
- Görmin
- Jarmen
- Kruckow
- Loitz
- Sassen-Trantow
- Tutow
- Völschow

Durch die Auflösung des Amtsgerichtes Wolgast vergrößerte sich der Gerichtsbezirk des Amtsgerichtes Greifswald zum 31. August 2015 weiter um folgende Städte und Gemeinden.
- Benz
- Heringsdorf
- Karlshagen
- Koserow
- Kröslin
- Krummin
- Loddin
- Lütow
- Mellenthin
- Mölschow
- Peenemünde
- Pudagla
- Sauzin
- Trassenheide
- Ückeritz
- Wolgast
- Zemitz
- Zempin
- Zinnowitz

Damit wurde der ursprünglich etwa 647 km2 große Gerichtsbezirk durch die Gerichtsstrukturreform auf etwa 2106 km2 vergrößert. In ihm leben ungefähr 153.000 Einwohner.
Seit der Aufhebung des Amtsgerichtes Wolgast ist das Amtsgericht Greifswald für die dem Land Mecklenburg-Vorpommern vorgelagerten gemeindefreien Küstengewässer in Zivil- und Strafsachen örtlich zuständig für den gesamten Bezirk des Oberlandesgerichtes Rostock und damit für ganz Mecklenburg-Vorpommern.

## Gebäude

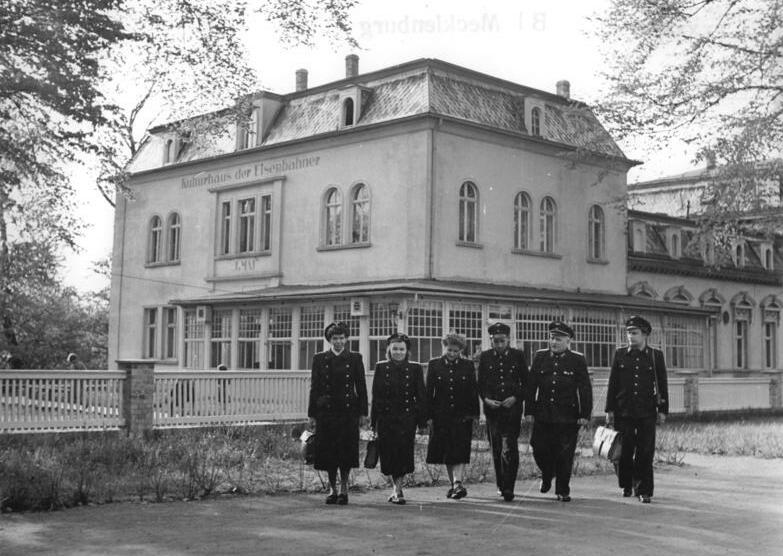
Das „Kulturhaus der Eisenbahner“ (1955)

Das Gerichtsgebäude liegt in der Domstraße im gleichen Gebäudekomplex wie das Verwaltungsgericht Greifswald, das Oberverwaltungsgericht Mecklenburg-Vorpommern und das Landesverfassungsgericht Mecklenburg-Vorpommern. Zuvor befand es sich mit der Anschrift Lange Straße 2a in einem ursprünglich als Sol- und Moorbad errichteten Gebäude, zu DDR-Zeiten „Kulturhaus der Eisenbahner“. An diesem Ort war bis zum 2. September 2014 auch das Finanzgericht Mecklenburg-Vorpommern untergebracht.

## Übergeordnete Gerichte
Dem Amtsgericht Greifswald unmittelbar übergeordnet ist das Landgericht Stralsund. Zuständiges Oberlandesgericht ist das Oberlandesgericht Rostock.